# دونتا سميث
دونتا سميث (بالإنجليزية: Donta Smith)‏ مواليد 27 نوفمبر 1983 في لويفيل، هو لاعب كرة سلة أمريكي بدأ مسيرته الاحترافية في سنة 2004. تم اختياره من قبل فريق أتلانتا هوكس خلال الدرافت يلعب في دوري بورتوريكو لكرة السلة. يبلغ طوله 6 قدم 7 بوصة (2.0 م).

## المسيرة الاحترافية
لعب مع أتلانتا هوكس من سنة 2004 إلى 2006، ثم لعب مع شانشي بريف دراجونز في الدوري الصيني في سنة 2008، ثم لعب مع شانشي بريف دراجونز في موسم 2009–2010.

## سجل المنافسة
شارك في المنافسات التالية:
- بطولة أمم الأمريكتين لكرة السلة 2013

## روابط خارجية
- دونتا سميث على موقع الاتحاد الدولي لكرة السلة (الإنجليزية)
- دونتا سميث على موقع الدوري الأوروبي لكرة السلة (الإنجليزية)
- دونتا سميث على موقع إن بي أي (الإنجليزية)
- دونتا سميث على موقع سبورتس رفرنس (الإنجليزية)
- دونتا سميث على موقع كرة السلة الأوروبية.كوم (الإنجليزية)
- دونتا سميث على موقع ريلجم (الإنجليزية)
- دونتا سميث على موقع بروبوليرز (الإنجليزية)
- دونتا سميث على موقع سبورتس رفرنس (الإنجليزية)
- دونتا سميث على موقع سبورتس رفرنس (الإنجليزية)